# Orkan (maszyna rolnicza)

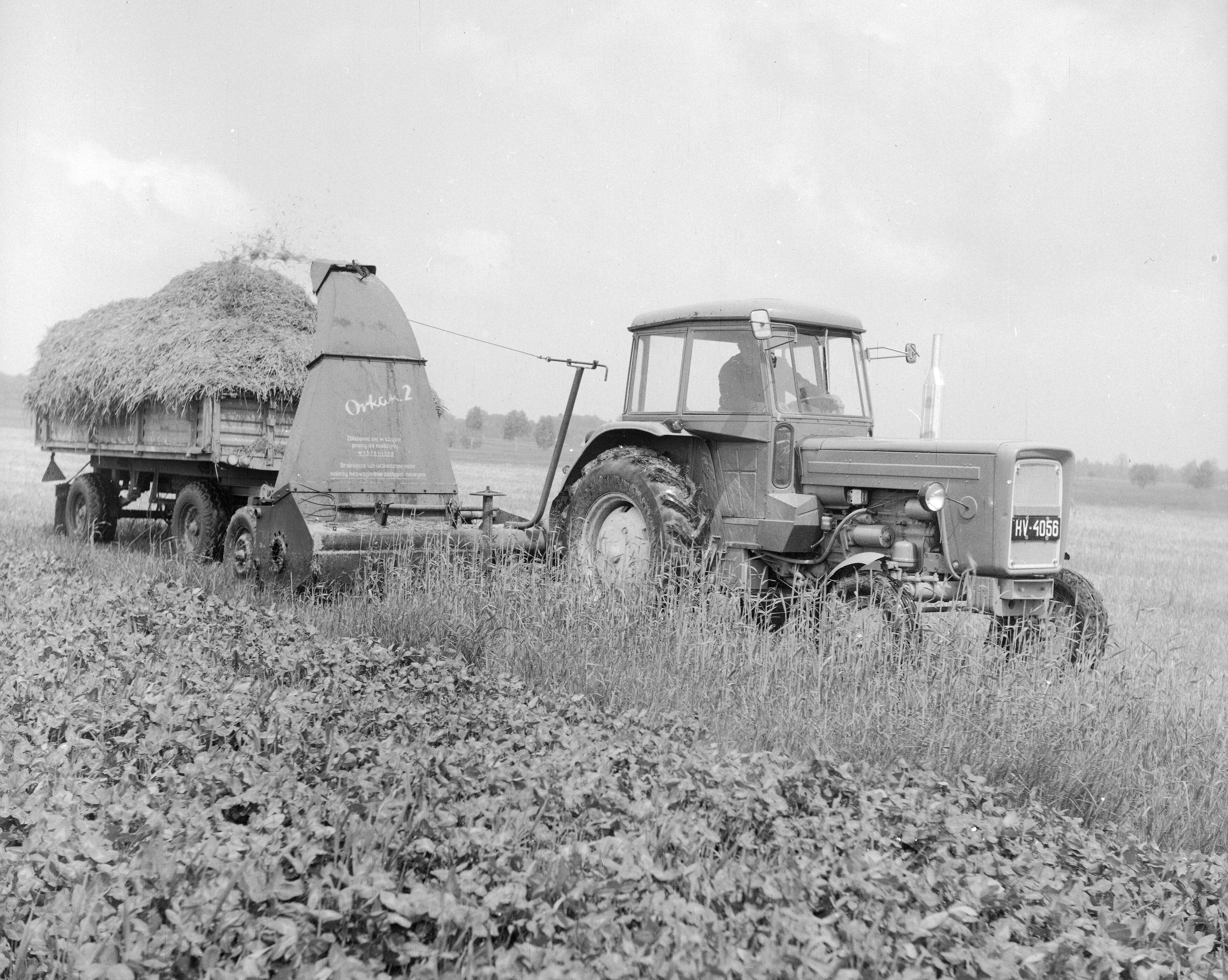
Ciągnik Ursus C-355 z maszyną Orkan 2

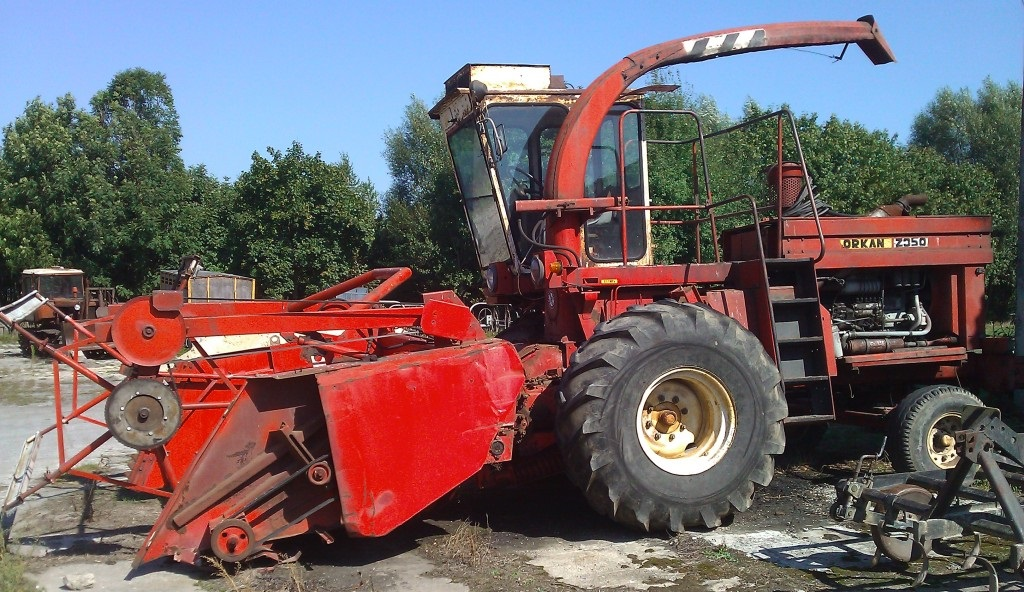
Orkan Z350

Orkan – nazwa polskich maszyn rolniczych – bijakowych ścinaczy zielonek produkowanych od 1960 roku, a następnie sieczkarni samojezdnych produkowanych od 1971 do 1991 roku, w Poznańskiej Fabryce Maszyn Żniwnych „Agromet”. 
Bijakowy ścinacz zielonek "Orkan" był produkowany od 1960 roku, natomiast "Orkan 2" od 1965 roku. Właśnie te maszyny bardzo często mianowane są potocznie „Orkanem” i znacznie częściej niż sieczkarnie samojezdne kojarzą się z tym określeniem.
Produkowano następnie pod tą nazwą sieczkarnie samojezdne. Modele sieczkarni, do których odnosiła się nazwa to:
- Z310
- Z320
- Z325
- Z330
- Z340
- Z350